# Rondonanthus
Rhodonanthus é um género botânico pertencente à família Eriocaulaceae.

## Sinônimo
- Paepalanthus

## Espécies
- Rondonanthus acopanensis
- Rondonanthus capillaceus
- Rondonanthus caulescens
- Rondonanthus duidae
- Rondonanthus flabelliformis
- Rondonanthus micropetalus
- Rondonanthus roraimae